# Origin (serie de televisión)
Origin es una serie de ciencia ficción creada por Mika Watkins estrenada el 14 de noviembre del 2018 en YouTube Premium. Watkins también sirvió como escritor para la serie y productor ejecutivo al lado de Andy Harries, Rob Bullock, Suzanne Mackie, Josh Appelbaum, André Nemec, Jeff Pinkner y Scott Rosenberg.

## Premisa
Origin trata a cerca de un grupo de personas que quedan abandonadas en una nave infectada con un tipo de parásito que se deposita en un huésped (personas en este caso). Los pasajeros abandonados tienen que trabajar juntos por su supervivencia, pero deben darse prisa ya que ellos pueden ser la siguiente víctima.

## Reparto

### Principal
- Natalia Tena es Lana Pierce.
- Tom Felton como Logan Maine.
- Sen Mitsuji como Rehuye Kenzaki.
- Nora Arnezeder es Evelyn Rey.
- Fraser James como Dr. Henri Gasana.
- Philipp Christopher como Baum Arndt.
- Madalyn Horcher es Abigail Garcia.
- Siobhán Cullen como Katie Devlin.

### Secundarios
- Adelayo Adedayo es Agnes "Lee" Lebachi.
- Wil Coban como Max Taylor.
- Jóhannes Haukur Jóhannesson como Eric Carlson.
- Nina Wadia es Venisha Gupta.
- Maurice Carpede como Anthony Helada.
- Clayton Evertson como Alan Young.
- David Sakurai como Murakawa.
- Hiromoto Ida como Hideto Yagami.
- Aidan Whytock como Jonas Arends.
- Millie Davis como Ruby Touré.
- Ray Fearon como Omar Touré.
- Nic Rasenti como Mike Gore.

### Invitados
- Tara Fitzgerald como Xavia Grey ("El camino no tomado").
- Anna Skellern es Jennifer Moore ("Estrella Brillante").
- Belén Fabra como Capitán Sanchez ("Estrella Brillante").
- Jamie Quinn como Crosby ("Estrella Brillante").
- Nathalie Boltt es Laura Kassman ("La grandeza de Dios").
- Aglaia Szyszkowitz es Von Platina ("Fuego y Hielo").
- Francis Chouler como Guardia tan Policial ("Fuego y Hielo").
- Togo Igawa como Eiichi Yagami ("El páramo").
- Fionnula Flanagan es Mia Anderson ("Tristeza de furenal").

## Episodios
| N.º en serie | N.º en temp. | Título                 | Dirigido por                      | Escrito por                  | Fecha de emisión original |
| ------------ | ------------ | ---------------------- | --------------------------------- | ---------------------------- | ------------------------- |
| 1            | 1            | «"The Road Not Taken"» | Paul W. S. Anderson               | Mika Watkins                 | 14 de noviembre de 2018   |
| 2            | 1            | «"Lost On Both Sides"» | Paul W. S. Anderson               | Mika Watkins                 | 14 de noviembre de 2018   |
| 3            | 1            | «"Bright Star"»        | Mark Brozel y Paul W. S. Anderson | Mika Watkins                 | 14 de noviembre de 2018   |
| 4            | 1            | «"God's Grandeur"»     | Mark Brozel                       | Mika Watkins y Melissa Iqbal | 14 de noviembre de 2018   |
| 5            | 1            | «"Remember Me"»        | Ashley Way                        | Mika Watkins y Joe Murtagh   | 14 de noviembre de 2018   |
| 6            | 1            | «"Fire And Ice"»       | Ashley Way                        | Mika Watkins                 | 14 de noviembre de 2018   |
| 7            | 1            | «"The Wasteland"»      | Juan Carlos Medina                | Mika Watkins y Jack Lothian  | 14 de noviembre de 2018   |
| 8            | 1            | «"Funeral Blues"»      | Juan Carlos Medina                | Mika Watkins                 | 14 de noviembre de 2018   |
| 9            | 1            | «"A Total Stranger"»   | Jonathan Teplitzky                | Jon Harbottle                | 14 de noviembre de 2018   |
| 10           | 1            | «"I am"»               | Jonathan Teplitzky                | Mika Watkins                 | 14 de noviembre de 2018   |

## Producción

### Desarrollo
El 26 de octubre de 2017, se anunció que YouTube había otorgado a la producción un pedido de serie para una primera temporada que consistía en diez episodios que se estrenarán en 2018. La serie fue creada por Mika Watkins, quien también se espera que sirva como escritora y ejecutiva al lado de Andy Harries, Rob Bullock, y Suzanne Mackie de Josh y Banco Izquierdos Appelbaum, André Nemec, Jeff Pinkner y Scott Rosenberg.
El 24 de enero del 2018, se informó que la serie se estrenaría a fines del 2018. El 26 de abril de 2018, estaba anunciado que Paul W. S. Anderson dirigiría los dos primeros capítulos de la serie. El 27 de agosto de 2018, en la cuenta de Twitter de la serie, estaba anunciado que su estreno sería el 14 de noviembre del 2018.

### Casting
El 26 de abril de 2018, se anunció que Natalia Tena, Tom Felton, Sen Mitsuji, Nora Arnezeder, Fraser James, Philipp Christopher, Madalyn Horcher y Siobhán Cullen habían sido elegidos como protagonistas de la serie y que Adelayo Adedayo, Nina Wadia, Johannes Johannesson, Wil Coban y Tara Fitzgerald también aparecerían en la serie.

### Filmación
La filmación principal tuvo lugar el 2018 en Sudáfrica.

## Liberación
El 19 de julio de 2018, se lanzó el primer tráiler de la serie. El 4 de octubre del 2018, se lanzó el primer tráiler de la serie pero de larga duración.

## Recibimiento
En el sitio web de Rotten Tomatoes, la serie tenía un 69% de aprobación. El consenso crítico del sitio web dice: "El drama espacial superpoblado de Origin imita a muchos clásicos del género en diversos grados de éxito; afortunadamente, su elenco estelar y su premisa de retenciones son lo suficientemente intrigantes como para fomentar la exploración de sus misterios, si bien conocidos, corredores".